# モルッカ海プレート

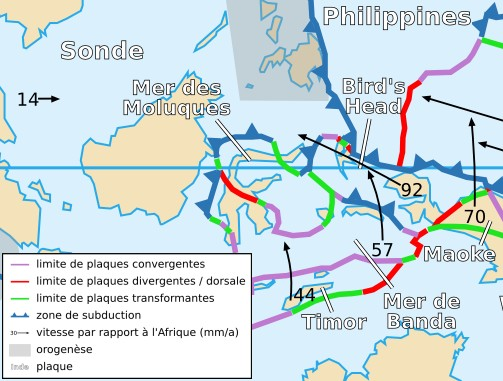
モルッカ海プレート（地図中の"Mer des Moluques"）の位置とその周辺（フランス語）

モルッカ海プレート（英語:Molucca Sea Plate）とは、スラウェシ島及びモルッカ海、バンダ海に位置するプレートである。

## 概要
北で接するスンダプレートとの境界には沈み込み帯があり、また、バンダ海プレート側でプレートが形成されている。また、そのプレートテクトニクスはトランスフォーム断層を生成している。
昨今の理論ではモルッカ海プレートはハルマヘラプレート、或いはサンギヘプレートの一部であるとされ、モルッカ海プレートは存在しないともされる。  また、南東にソロン断層があり、この地域の断層がバーズヘッドプレートとハルマヘラプレートとの境界であるともされている。ただし、この理論は証明されておらず、モルッカ海衝突帯をも含めた論議が必要とされている。
また、この地域は大地震が頻発し、津波もしばしば引き起こされている。

## 昨今の大地震
マグニチュード6.0以上、2005年以降の物を挙げる。
- 2005年12月21日　マナドの南方150km地点で発生（M 6.3）。
- 2006年5月19日　モルッカ海にて発生（M 6.3）。
- 2007年1月21日　モルッカ海にて発生、死者5人（M 7.5）。
- 2007年3月17日　モルッカ海にて発生（M 6.5）。
- 2007年7月26日　モルッカ海にて発生（M 6.9）。
- 2008年9月10日　マナドの南方180km地点で発生（M 6.6）。
- 2009年2月11日　タラウド諸島にて発生（M7.2）。